# Баскско-русская практическая транскрипция
Баскский язык распространён в Баскских землях на территории Испании и Франции; относится к изолированным языкам. Он является вторым официальным языком в испанской части (Страна Басков и Наварра), но не имеет никакого статуса во французской.
Стандартная форма баскского языка (Euskara Batua) широко распространена в Испании, особенно среди окончивших баскские школы, и гораздо меньше — во Франции.

## Алфавит
Баскский алфавит состоит из следующих букв:
Aa Bb Cc (Çç) Dd Ee Ff Gg Hh Ii Jj Kk Ll Mm Nn Ññ Oo Pp Qq Rr Ss Tt Uu (ü) Vv Ww Xx Yy Zz
Буквы c, q, v, w, y используются только в заимствованных словах и именах, поэтому для правильной транскрипции слов с их участием надо выяснять, из какого языка произведено заимствование, и транскрибировать по правилам того языка.
Гласный ü представлен в сулетинском диалекте.
Кроме того, в баскском алфавите используются следующие диграфы: dd, ll, rr, ts, tt, tx, tz, которые при сортировке слов рассматриваются как сочетания двух букв.
Иногда буквосочетания tt, dd, ll и буква ñ заменяются на it, id, il и in (буква ñ после i — на n) соответственно. Например, слово Ikurriña (название флага Страны Басков) может быть также записано как Ikurrina, а личное имя Iñaki как Inaki без изменения в произношении. Для того, чтобы нейтрализовать действие буквы i, после соответствующей согласной может писаться немое h, например, слово Ainhoa (личное имя) произносится как [ainoa].
Эта орфография почти не используется во Франции, где баскские топонимы и имена передаются в частично галлизированном написании. Например, название коммуны Ahaxe-Alciette-Bascassan соответствует баск. Ahatsa-Alzieta-Baskazane (Ахаца-Альсьета-Баскасане).

## Транскрипция
Правила баскско-русской транскрипции были разработаны Центральным научно-исследовательским институтом геодезии, аэросъёмки и картографии (ЦНИИГАиК), утверждены ГУГК СССР и изданы в 1975 году в составе Инструкции по русской передаче географических названий стран испанского языка. Эти правила последовательно применяются при передачи баскских топонимов на территории Испании и, в меньшей степени, Франции.
| Графема | Произношение в МФА                 | Передача по-русски | Примеры                               |
| ------- | ---------------------------------- | --- | ------------------------------------- |
| a       | [a]                                | а |                                       |
| ai      | [ai]                               | ай | Andoain — Андоайн                     |
| au      | [au]                               | ау | Ataun — Атаун                         |
| b       | [b, β]                             | б |                                       |
| c       | [s, k]                             | с, к (как в испанском) | Cigoitia — Сигойтия                   |
| d       | [d, ð]                             | д |                                       |
| dd      | [ɟ]                                | дь |                                       |
| e       | [e]                                | э в начале слова и после гласных, е после согласных                                                                       |                                       |
| ei      | [ei]                               | эй в начале слова и после гласных, ей после согласных                                                                     |                                       |
| eu      | [eu]                               | эу в начале слова и после гласных, еу после согласных                                                                     |                                       |
| f       | [f]                                | ф |                                       |
| g       | [g, ɣ]                             | г | Alkulegi — Алькулеги                  |
| h       | [h], ∅,                            | — (не передаётся) х — для передачи произношения северных областей Страны Басков.                                          | Hernani — Эрнани                      |
| i       | [i]                                | и й (перед гласными, не после r) й (после гласных)                                                                        | Albiatsu — Альбьяцу Oiartzun — Оярсун |
| j       | [j], [dʒ], [x], [ʃ], [ʒ], [ɟ], [ʝ] | х (стандартный вариант согласно инструкции) й, дж, ш, ж, дь — могут использоваться для передачи диалектного произношения. | Juantxunea — Хуанчунеа                |
| k       | [k]                                | к |                                       |
| l       | [l]                                | л (перед гласными), ль (в остальных случаях)                                                                              |                                       |
| ll      | [ʎ]                                | ль |                                       |
| m       | [m]                                | м |                                       |
| n       | [n]                                | н |                                       |
| ñ       | [ɲ]                                | нь | Meñaka — Меньяка                      |
| o       | [o]                                | о |                                       |
| oi      | [oi]                               | ой | Azcoitia — Аскойтиа                   |
| p       | [p]                                | п |                                       |
| r       | [ɾ]                                | р |                                       |
| rr      | [r]                                | рр | Astolagoxearroa — Астолагошеарроа     |
| s       | [s̺]                                | с |                                       |
| t       | [t]                                | т |                                       |
| ts      | [ts̺]                               | ц | Albiatsu — Альбьяцу                   |
| tt      | [c]                                | ть |                                       |
| tx      | [ʧ]                                | ч | Txindoki — Чиндоки                    |
| tz      | [ts̻]                               | ц | Altzutza — Альцуца                    |
| u       | [u]                                | у —, но может не передаваться после g, q в словах испанского происхождения                                                | Elgueta/Elgeta — Эльгета              |
| ü       | [y]                                | ю (только в сулетинском диалекте)                                                                                         |                                       |
| ui      | [ui]                               | уй |                                       |
| x       | [ʃ]                                | ш | Ronxea — Роншеа                       |
| z       | [s̻]                                | с | Zarauz — Сараус                       |